# Districtul Adrar
Adrar este un district din provincia Adrar, Algeria.